# Narcisse-Achille de Salvandy
Pour les articles homonymes, voir Salvandy.
Narcisse-Achille, comte de Salvandy, né le 11 juin 1795 à Condom et mort le 15 décembre 1856 à Graveron, est un homme politique et écrivain français.

## Biographie
Né dans une famille de petite noblesse de robe d'origine irlandaise, fils de Pierre de Salvandy (1748-1828), prêtre défroqué ayant ouvert une pension rue Cassette à Paris, et de Jeanne Marie Goudin, ancienne religieuse, Narcisse-Achille de Salvandy fit, comme boursier, ses études classiques au lycée Napoléon à Paris. Pour échapper à une punition qui lui avait été infligée, il s'engagea en 1813 dans les gardes d'honneur de Napoléon Ier sous le nom de « Salvandy de la Gravière ». Brigadier le 26 mai 1813, sous-lieutenant le 16 juin, il prit une part active en 1813-1814, à la guerre de Saxe et à la campagne de France, durant laquelle il fut blessé, et fut promu adjudant-major.
Entré dans les mousquetaires noirs de la maison militaire de Louis XVIII le 22 juillet 1814 lors du retour des Bourbons, il en fut exclu le 31 décembre 1815 et reçut en compensation la croix de chevalier de la Légion d'honneur. Il réintégra l'armée en février 1816, fut promu capitaine en août 1817 et suivit, peu après, les cours de l'école de droit.
Pendant les Cent-Jours, il avait publié quelques brochures libérales. Dévoué au parti constitutionnel, il fit paraître en 1816, sous le titre La Coalition et la France, un écrit des plus vifs contre l'occupation étrangère. Les alliés réclamèrent son arrestation, mais le roi refusa et, après l'évacuation du territoire, le duc de Richelieu le nomma maître des requêtes au Conseil d'État (1818). En 1821, Salvandy s’allia à une riche famille protestante en épousant Julie Féray, fille de Louis Féray, issu d’une dynastie de négociants havrais, anobli en 1769, sœur d'Ernest Feray et petite-fille de l’industriel Christophe-Philippe Oberkampf (1738-1815). Ils s'installèrent à Essonnes, dans la propriété de Chantemerle, puis à Paris, rue Cassette. Le couple eut un garçon et une fille. Le ménage semble avoir été heureux, en dépit de la vie secrète homosexuelle de Salvandy dont le nom figure deux fois dans le « Registre des pédérastes » de la Préfecture de police de Paris, où est mentionnée sa liaison « contre nature » avec le préfet Jean-François-Léon Saladin (d), qui était, du reste, un ami d’enfance.
Salvandy collabora, vers la même époque, au Journal des débats, soutint la politique du duc Decazes et se montra hostile aux ultras. Aussi fut-il destitué de ses fonctions au Conseil d'État par le comte de Peyronnet en 1821. Il se démit, deux ans plus tard, du grade d'officier d'état-major qu'il détenait depuis 1815, entreprit, contre les ultras, une vigoureuse campagne et se montra un adversaire déterminé du ministère Villèle.
Il donna, en 1824 un roman historique, Don Alonzo ou l'Espagne, histoire contemporaine, qui eut un vif succès. Il publia encore Les Funérailles de Louis XVIII (1824), De l'émancipation de Saint-Domingue (1825), La Vérité sur les marchés Ouvrard (1825), Discussion de la loi du sacrilège (1825), Les Amis de la liberté de la presse (1827), Insolences de la censure (1827), Histoire de Pologne avant et sous le roi Sobieski (1827-1829), ouvrage dans lequel de nombreuses erreurs attestent une étude très insuffisante du sujet. Ces ouvrages sont écrits dans une prose poétique qui imite et exagère la manière de Chateaubriand dont Salvandy était, disait-on, « le clair de lune ».
L'avènement du cabinet Martignac acheva de mettre Salvandy en évidence : après avoir été réintégré au Conseil d'État et promu conseiller d'État (1828), il fut chargé de soutenir le projet de code militaire devant la Chambre des pairs. Il donna sa démission à l'avènement du ministère Polignac, malgré les instances de Charles X. C'est dans la conversation qu'il eut à ce sujet avec le roi qu'il aurait prononcé un de ses mots historiques :
— Je ne reculerai pas d'une semelle, lui disait Charles X.
— Plaise à Dieu, répliqua-t-il, que Votre Majesté ne soit pas forcée de reculer d'une frontière.
Le 31 mai 1830, au cours d'une fête donnée au Palais-Royal en l'honneur du roi des Deux-Siciles, Salvandy dit au duc d'Orléans le mot célèbre : « Voilà, Monseigneur, une fête toute napolitaine : nous dansons sur un volcan ! »
Salvandy ne désira pas la Révolution de Juillet mais il contribua à la préparer par ses articles au Journal des Débats, d'une vivacité d'expression et d'une pénétration remarquables. Rallié à la monarchie de Juillet, il reprit sa place au Conseil d'État réorganisé et, lors d'une élection partielle, fut élu, le 21 octobre 1830, député du 3e collège de la Sarthe (La Flèche). Il siégea au centre droit et s'associa à tous les actes du parti conservateur : il s'opposa aux propositions à orientation démocratique et reprocha au ministère d'avoir manqué de fermeté lors des journées des 13 et 14 février 1831. Non réélu au renouvellement général de cette année, il publia des brochures contre le parti du Mouvement et intervint en faveur des ministres de Charles X.
Le 7 novembre 1833, le 1er collège de l'Eure (Évreux) le renvoya à la Chambre des députés en remplacement d'Alexandre Dumeilet, décédé le mois précédent. Rapporteur de la loi dite « de disjonction », il ne cessa de voter avec la majorité conservatrice et fut réélu le 21 juin 1834.
Le 19 février 1835, il fut élu à l'Académie française en remplacement de François-Auguste Parseval-Grandmaison et reçu par Pierre-Antoine Lebrun, le 21 avril 1836.
Lors de la formation du second cabinet Molé, le 15 avril 1837, il devint ministre de l'Instruction publique et conserva ce portefeuille jusqu'en mars 1839. Pendant son passage au ministère, il poursuivit l’œuvre de Guizot en créant le corps des sous-inspecteurs et en publiant l’ordonnance du 22 décembre 1837 fondant les salles d’asile, qui sont à l'origine des écoles maternelles. Il modernisa l’enseignement secondaire par l’introduction d’une langue vivante obligatoire en instituant des chaires de littérature étrangère dans les départements, le renforcement des mathématiques et l’incitation à l’organisation d’un enseignement professionnel dans les écoles primaires supérieures. Il améliora le traitement des professeurs et distribua des subventions aux gens de lettres.
Après avoir été remplacé comme député par Antoine Trutat le 26 mai 1837, il rentra au Parlement le 1er juillet suivant comme élu du 4e collège d'Eure-et-Loir (Nogent-le-Rotrou) en remplacement du comte Langlois d'Amilly, nommé préfet. Son mandat lui fut renouvelé le 4 novembre de la même année, puis le 2 mars 1839. Le même jour, il était également élu dans le 3e collège du Gers (Lectoure). Il opta pour Nogent-le-Rotrou. Il devint vice-président de la Chambre et fut nommé, en 1841, ambassadeur en Espagne. À cette occasion, l'arrondissement de Nogent-le-Rotrou lui confirma son mandat de député. Réélu à Nogent-le-Rotrou le 9 juillet 1842, il opta pour Lectoure, qui l'avait également élu le même jour. Il observa, dans certaines questions, une attitude plus indépendante, et fut nommé ambassadeur à Turin en 1843. Il est élevé à la dignité de grand-croix de la Légion d'honneur, le 19 octobre 1843.
N'ayant pas voté la « flétrissure » des députés qui étaient allés auprès du « comte de Chambord » à Belgrave Square, il en reçut du roi de vifs reproches lors d'une visite aux Tuileries, et donna sa démission d'ambassadeur. L'incident fut même porté à la tribune par Thiers comme inconstitutionnel.
Salvandy entra pourtant dans le troisième ministère Soult le 1er février 1845, en remplacement d'Abel François Villemain. Il demeura en place dans le ministère Guizot jusqu'au 23 février 1848. À la suite de son entrée au gouvernement, il fut réélu, le 1er août 1846, député de Lectoure et d'Évreux. Pendant son ministère, il reconstitua le Conseil royal de l'Instruction publique pour remplacer le Conseil royal de l’Université et combattre le monopole de l'Université, créa l'École d'Athènes, restaura l'École des chartes et présenta plusieurs projets de loi sur la réorganisation des écoles de droit et de médecine et sur l'enseignement secondaire. Il renforça les moyens de la bibliothèque royale. Sous l'impulsion de Louis Poinsot, il créa une chaire de Géométrie Supérieure à la Faculté des Sciences, occupée alors par Michel Chasles.
La Révolution de 1848 le rendit à la vie privée. Après quelques années passées hors de France, notamment à Jersey, il revint à Paris, resta en relation avec les chefs de l'ancien parti conservateur, prit part aux tentatives de fusion entre les deux branches des Bourbon et se fit nommer président de la Société libre d'agriculture, sciences, arts et belles-lettres de l'Eure, département dans lequel il possédait le château de Graveron. C'est là qu'il mourut en 1856. Il est enterré au cimetière du Père-Lachaise (29e division).

## Œuvres
- Islaor, ou le Barde chrétien, nouvelle gauloise, Paris, Baudouin frères, 1814, in-12.
- Mémoire à l'empereur, sur les griefs et le vœu du peuple français, Paris, Delaunay, 25 mai 1815, in-8°.
- Observations critiques sur le Champ de mai, Paris, Delaunay, 16 juin 1815, in-8°.
- Opinion d'un Français sur l'Acte additionnel aux Constitutions de l'Empire et sur les décrets y relatifs, Paris, Delaunay, 1815, in-8° (*).
- De la Nécessité de se rallier au Roi, pour sauver la France, Paris, Delaunay, 1815, in-8°.
- Réflexions sur la suppression de la maison du Roi, Paris, Delaunay, 1815, in-8° (*).
- Dernier soupir des compagnies rouges, Paris, Impr. de A. Egron, 1815, in-8° (*).
- La coalition et la France, Paris, Delaunay, février 1817, in-8°.
- Lettre au lord duc Wellington, sur l'événement du 10 au 11 février, Paris, Plancher, 13 février 1818, in-8°.
- Dangers de la situation présente, Paris, Mme Cellis, 1819, in-8°.
- Vues politiques, Paris, Poulet, mars 1819, in-8°.
- Des funérailles de Louis XVIII, Paris, Baudouin frères, 26 octobre 1824, in-8° .
- Du parti à prendre envers l'Espagne, Paris, Baudouin frères, 25 novembre 1824, in-8°.
- Le ministère et la France, Paris, Baudouin frères, 1824, in-8°.
- Le nouveau règne et l'ancien ministère, Paris, Baudouin frères, 1824, in-8°.
- Don Alonso, ou L'Espagne, histoire contemporaine, Paris, Baudouin frères, 1824, 5 vol. in-12.
- De l'Émancipation de Saint-Domingue dans ses rapports avec la politique intérieure et extérieure de la France, Paris, Ponthieu, 1825, in-8°.
- Discussion du projet de loi sur le sacrilège, Paris, Baudouin frères, 1825, in-8°.
- La Vérité sur les marchés Ouvrard, Paris, Ponthieu, 1825, in-8°.
- Lettres à M. le rédacteur du "Journal des débats", sur les affaires publiques, Paris, A. Sautelet, 1827, in-8°.
- Lettres à un provincial sur le voyage de Saint-Omer, Paris, A. Sautelet, 25 septembre 1827, in-8°.
- Exposition des derniers produits de l'industrie de la censure et réclamation d'icelle contre une omission du jury, adressée à l'auteur des "Lettres à M. le rédacteur du "Journal des débats", Paris, A. Sautelet, 9 octobre 1827, in-8°.
- Insolences de la censure, et considérations sur la politique en général du ministère, Paris, A. Sautelet, 1827, in-8°.
- Lettre de la girafe au pacha d'Égypte pour lui rendre compte de son voyage à Saint-Cloud, et envoyer les rognures de la censure de France au journal qui s'établit à Alexandrie en Afrique, Paris, A. Sautelet, 1827, in-8° texte intégral en ligne sur Gallica.
- Seconde lettre de la girafe au pacha d'Égypte texte intégral en ligne sur Gallica.
- Que feront-ils ? ou Examen des questions du moment, Paris, A. Sautelet, 1827, in-8°.
- Histoire de Pologne avant et sous le roi Jean Sobieski, Paris, A. Sautelet, 1829, 3 vol. in-8°.
- Seize mois ou la révolution et les révolutionnaires, Paris, Ladvocat, 1831, in-8° (2e éd. en 1832 sous le titre Vingt mois, ou La révolution de 1830 et les révolutionnaires).
- Paris, Nantes et la session, Paris, G. Barba, 1832, in-8°.
- Un mot sur nos affaires, Paris, Impr. de A. Henry, 1834, in-8°.
- Corisande de Mauléon ou le Béarn au quinzième siècle,Bruxelles, Hauman, 1836.
- Notice biographique sur le contre-amiral Ducrest de Villeneuve, Paris, Impr. de P. Dupont, 1852, in-8° (Extrait des Nouvelles Annales de la marine et des colonies, avril 1852).
- Les quatre Solitudes, Paris, Aux bureaux, 1853, in-8° (extrait de la Revue contemporaine).
- Le Général Cavaignac, Paris, C. Douniol, 1857, in-8° (extrait du Correspondant)

(*) écrits anonymes, attribués à Salvandy par Barbier